# Minatitlán
Minatitlán est une ville de l'État mexicain de Veracruz, située dans ses confins sud-est, dans l'isthme de Tehuantepec. Elle est le chef-lieu de la municipalité de même nom. Établie en retrait de la côte elle est liée aux villes de Coatzacoalcos, Las Choapas et Cosoleacaque, avec lesquelles elle entretient une forte interdépendance, liée notamment à la pétrochimie.
Située à 17° 59' de latitude nord, 94° 33' de longitude ouest, elle occupe la rive ouest du fleuve Río Coatzacoalcos. L'agglomération présente la particularité de voir certains de ses quartiers ouest et nord-ouest dépendre de la municipalité de Cosoleacaque.

## Histoire
Entre 1853 et 1857, la ville de Minatitlán est la capitale d'un territoire fédéral mexicain, nommé Territorio de Tehuantepec (es). Ce territoire disparaît après la promulgation d'une nouvelle constitution fédérale en 1857[lire en ligne].

## Économie
La ville de Minatitlán possède une importante raffinerie de pétrole dénommée "Refinería General Lázaro Cárdenas del Río", du nom de l'ancien président mexicain Lázaro Cárdenas. Elle est la propriété de la compagnie Pemex. La ville portuaire de Coatzacoalcos possède un important terminal pétrolier permettant d'en exporter la production.
Dans ses quartiers nord-ouest, gérés par la municipalité de Cosoleacaque, elle possède un important complexe chimique produisant de l'ammoniac pour le secteur agroalimentaire, contrôlé par la Pemex.
À cause de l'industrie pétrolière la ville de Minatitlan est en forte croissance industrielle.

## Transports
Minatitlán est desservie par l'aéroport international de Minatitlán, établi à mi-chemin entre les villes de Minatitlán et de Coatzacoalcos. Il est desservi par une route reliant ces deux localités. Cet aéroport est géré par le groupe ASUR.

## Sports
En Ligue mexicaine de baseball, les Petroleros de Minatitlán sont basés à Minatitlán où se trouve leur stade, le Parque 18 de marzo de 1938, enceinte de 7 500 places.